# Испанская водяная собака
Испанская водяная собака (исп. Perro de agua español) — порода собак среднего размера. Собак этой породы раньше использовали для выпаса скота среднего размера и помощи рыбакам. В настоящее время[когда?] испанская водяная собака — это собака-компаньон.

## История породы
Однозначного мнения о происхождении этой породы нет. Но есть две наиболее известные версии. По первой версии испанская водяная собака попала на Пиренейский полуостров с турецкими торговцами, которые плавали по Средиземноморью. Вторая версия утверждает, что порода происходит с севера Африки. Но есть и документированное свидетельство того, что похожие собаки жили на Иберийском полуострове с 1110 года. Испанская водяная собака считается предком всех современных водных пород собак.
Изначально, в Испании, эту породу обширно использовали в пастьбе среднего домашнего скота. Но постепенно, популярные породы овчарок вытеснили её на юг Испании, где эта порода продолжала работать. Главным её качеством была способность работать в горах. В Испанских портах собак этой породы использовали для буксировки лодок, но когда в этом пропала необходимость, испанская водяная собака продолжала работать в родной стихии. Она помогала рыбакам доставать из воды рыбу и сети.
Вариации окраса произошли из-за того, что рыбаки предпочитали пёстрых и светлых собак, которых видно на воде, а пастухи — чёрных, которых хорошо видно в поле. Признанными окрасами являются сплошные — чёрный, шоколадный, белый и двухцветные — чёрный с белым и шоколадный с белым.

## Внешний вид

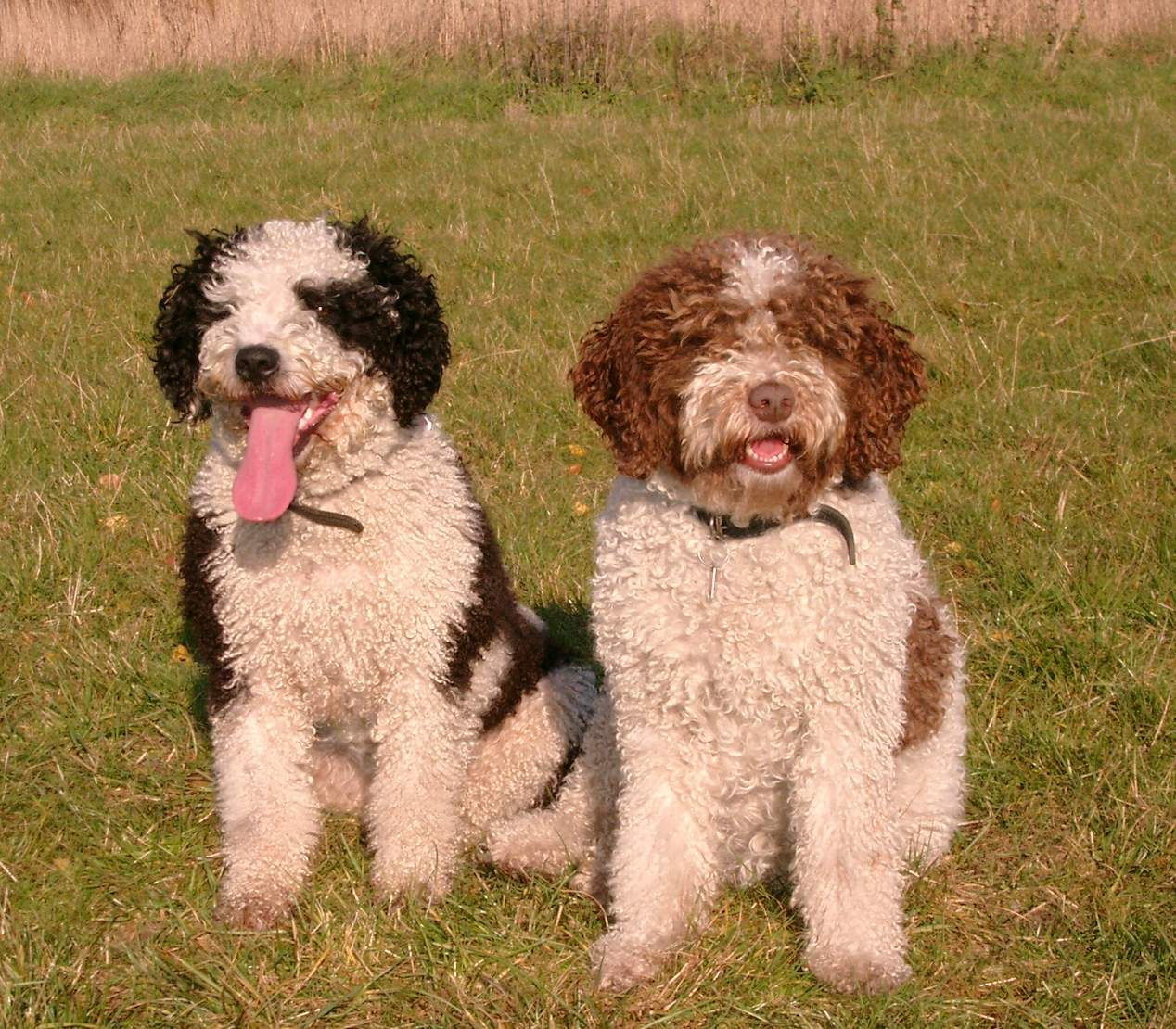
Вариации окрасов

Голова массивная, череп плоский, переход ото лба к морде выражен, мочка носа в тон основного окраса. Глаза слегка косо поставлены, цвет — от орехового до карего. Уши висячие, треугольной формы. Шея короткая, мускулистая, без подвеса.
Корпус крепкий, холка не выступающая. Грудь широкая, глубокая, рёбра выпуклые. Спина прямая, мощная, круп немного скошен, живот несколько подобран. Конечности костистые, крепкие, лапы кошачьи, сводистые. Хвост купирован на уровне 2-3-го позвонка. Иногда щенки рождаются куцехвостыми.
Шерсть всегда курчавая, типа руна. В молодом возрасте шерсть короткая, волнистая или курчавая. У взрослых собак шерсть начинает скручиваться в шнуры. Окрас сплошной белый, чёрный или коричневый. Допустимы белые, чёрные и коричневые пятна на основном фоне.

## Темперамент и поведение
Характер приятный, спокойный и уравновешенный. Собаки этой породы преданны семье, игривы, ласковы и внимательны. Не пугливы и не агрессивны. К посторонним относятся недоверчиво. Выносливы, уравновешены, с лёгким темпераментом и обучаемостью. Пригодны для жизни как в доме, так и в квартире. Подходят для новичков.